# Hecklingen
Hecklingen è una città di 6 893 abitanti del land della Sassonia-Anhalt, in Germania.
Appartiene circondario (Landkreis) del Salzland.